# Домажирська сільська рада
Домажирська сільська рада — колишній орган місцевого самоврядування у Яворівському районі Львівської області. Адміністративний центр — село Домажир.

## Загальні відомості
Домажирська сільська рада утворена в 1945 році.
Територією ради протікає річка Домажирка.

## Населені пункти
Сільській раді були підпорядковані населені пункти:
- с. Домажир
- с. Жорниська
- с. Зелів
- с. Кожичі

## Склад ради
Рада складалася з 16 депутатів та голови.